# Tyagaraja
Tyagaraja (telugu: త్యాగరాజు)  (districte de Tanjore, 4 de maig de 1767 - Thiruvaiyaru, 6 de gener de 1847) Sadguru Tyagaraja Swami, també conegut com a Tyakaragama sant compositor i de la música carnàtica, una forma de música clàssica índia. Tyagaraja i els seus contemporanis, Syama Sastry i Muthuswami Dikshitar, són considerats com la Trinitat de la música carnàtica. Tyagaraja va compondre milers de composicions devocionals, la majoria en telugu i en lloança de Rama, moltes de les quals segueixen sent populars avui dia. Tanmateix, només 720 d'aquests estan de moda. Cal destacar cinc de les seves composicions anomenades Pancharatna Kritis (trad. "cinc gemmes"), que sovint es canten en programes en el seu honor. Tyagaraja va compondre Utsava Sampradaya Krithis (trad. Composicions rituals festives), que sovint es canten per acompanyar els rituals del temple i Divya Nama Sankeertanas (trad. Composicions del nom diví) que es canten com a part dels concerts i en la vida quotidiana.
Tyagaraja va viure durant els regnats de quatre reis de la dinastia Maratha: Tulaja II (1763–1787), Amarasimha (1787–1798), Serfoji II (1798–1832) i Sivaji II (1832–1855), tot i que no va servir cap d'ells.

## Biografia
Tyagaraja va néixer Kakarla Tyagabrahmam el 1767 en una família telugu Vaidiki Mulakanadu brahmin a Tiruvarur a l'actual districte de Tiruvarur de Tamil Nadu. Hi havia una escola de pensament dirigida pel musicòleg B. M. Sundaram que ho contesta i proposa Tiruvaiyaru com el seu lloc de naixement. És un músic famós i el seu nom familiar "Kakarla" indica que originàriament eren migrants del poble del mateix nom al taluk de Cumbum del districte de Prakasam, Andhra Pradesh. La seva família pertanyia a la tradició Smarta i Bharadvaja gotra. Tyagaraja era el tercer fill dels seus pares, i Panchanada Brahmam i Panchapakesha Brahmam eren els seus germans grans. Va ser nomenat Tyagabrahmam/Tyagaraja després de Tyagaraja, la deïtat que presideix el temple de Thiruvarur, el lloc del seu naixement. L'oncle matern de Tyagaraja era Giriraja Kavi. Giriraja Kavi va ser poeta i músic. Giriraja va néixer al poble de Kakarla, Cumbum taluk al districte de Prakasam, Andhra Pradesh. Es creu que va pertànyer a la secta Kasalanadu. L'avi matern de Tyagaraja es deia Kalahastayya, però sovint se l'anomenava Veena Kalahastayya ja que era un conegut músic de veena (una especie de mandurria). Tyagaraja va aprendre a tocar la veena en la seva infància des de Kalahastayya. Després de la mort de Kalahastayya, Tyagaraja va trobar Naradeeyam, un llibre relacionat amb la música. Tyagaraja adorava el savi celestial Narada; una referència a això és el krithi Vara Nārada de Tyagaraja (rāga Vijayaśrī, Ādi tāḷam). La llegenda diu que un ermità li va ensenyar un mantra que invocava Narada, i Tyagaraja, meditant en aquest mantra, va rebre una visió de Narada i va ser beneït amb el llibre "Svarārnavam" pel savi. Durant els seus últims dies, Tyagaraja va fer vots de Sannyasa.
Sri Tyagaraja va morir un dia de Pushya Bahula Panchami, el 6 de gener de 1847, a l'edat de 79 anys, un dia després de ser iniciat en l'ordre d'Advaita Dasanami sanyasis. La seva última composició abans de la seva mort va ser Giripai Nelakonna (raga Sahana, Adi talam). Va ser enterrat a la vora del riu Kaveri a Thiruvaiyaru l'endemà.

## Carrera musical
Tyāgarāja va començar la seva formació musical a una edat primerenca amb Sonti Venkata Ramanayya, un estudiós de la música, després que aquest últim escoltés el seu cant i quedés impressionat pel nen prodigi. Tyagaraja considerava la música com una manera d'experimentar l'amor de Déu. Les seves composicions es van centrar en l'expressió, més que en els aspectes tècnics de la música clàssica. També va mostrar un talent per compondre música i, en la seva adolescència, va compondre la seva primera cançó, "Namo Namo Raghavayya", al ragam Desika Todi i la va escriure a les parets de la casa. Les seves composicions són principalment de caràcter devocional (bhakti) o filosòfic. Les seves cançons solen aparèixer en una crida a la seva deïtat de culte (principalment l'Avatar Rama), en reflexions, en narracions o donant un missatge al públic. També ha compost krithis en lloança de Krishna, Shiva, Shakti, Ganesha, Muruga, Saraswati i Hanuman.

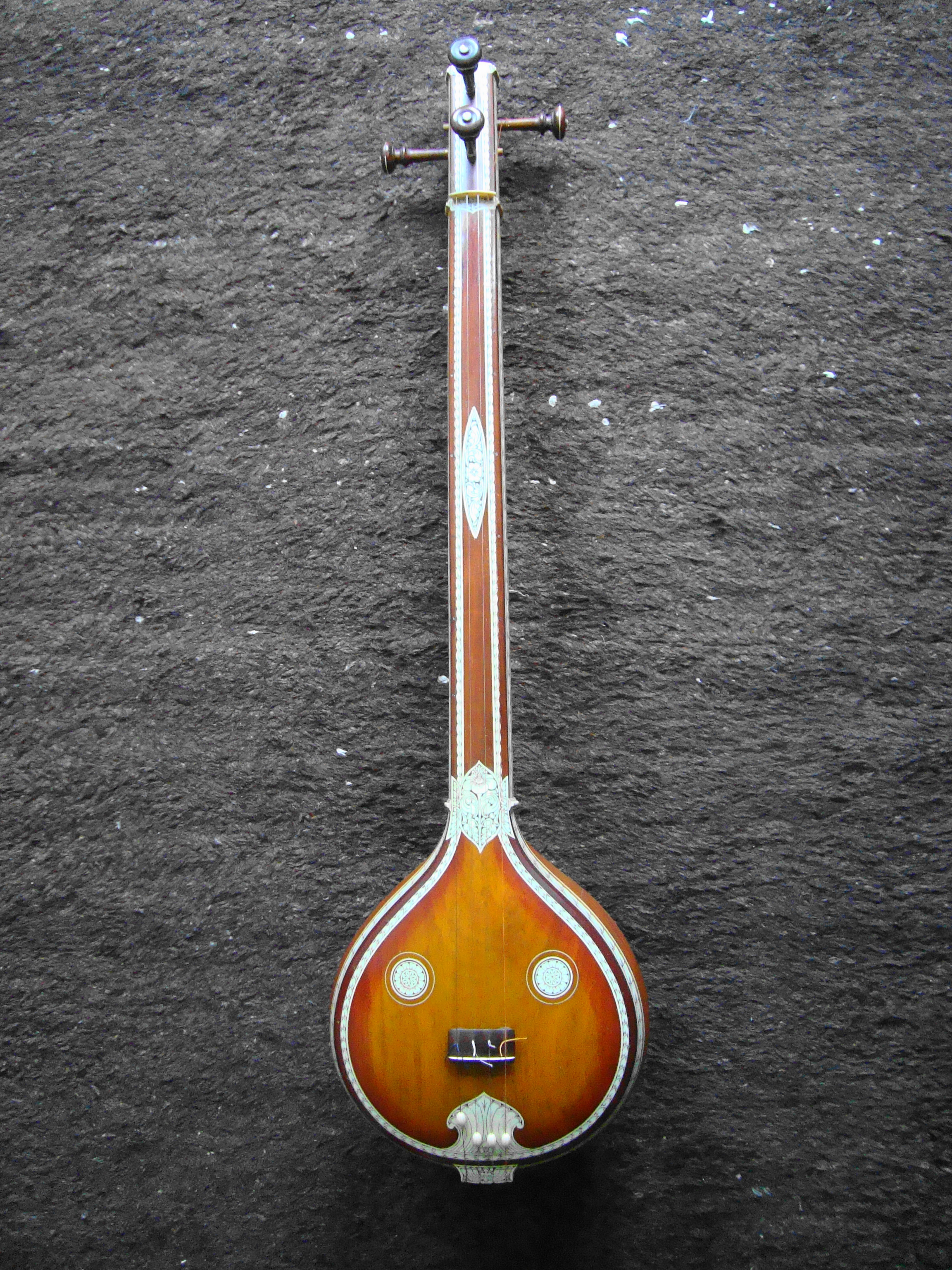
Tambura carnàtic a l'estil Tanjore

Sonti Venkataramanayya va informar al rei de Thanjavur del geni de Tyagaraja. El rei va enviar una invitació, juntament amb molts regals rics, convidant a Tyagaraja a assistir a la cort reial. Tyagaraja, però, no es va inclinar cap a una carrera a la cort, i va rebutjar la invitació directament. Es deia que va compondre el krithi Nidhi Chala Sukhama (నిధి చాల సుఖమా) (trad. "La riquesa aporta felicitat?") en aquesta ocasió. Va passar la major part del seu temps a Thiruvaiyaru, tot i que hi ha registres dels seus pelegrinatges a Thirumala i Kanchipuram. Quan estava a Kanchipuram, va conèixer a Upanishad Brahmayogin al Brahmendral Mutt de Kanchipuram.
Tyagaraja, que estava immers en la seva devoció per Rama i portava una forma de vida espartana, no va fer cap pas per codificar sistemàticament la seva vasta producció musical. Rangaramanuja Iyengar, un destacat investigador de la música carnàtica, en el seu treball "Kriti Manimalai", ha descrit la situació que imperava en el moment de la mort de Tyagaraja. Es diu que una gran part de la seva obra musical incomparable es va perdre al món a causa de calamitats naturals i provocades per l'home. Normalment, Tyagaraja solia cantar les seves composicions assegut davant les manifestacions de la divinitat del Senyor Rama, i els seus deixebles anotaven els detalls de les seves composicions a les fulles de palmera. Després de la seva mort, aquests van quedar en mans dels seus deixebles, llavors les famílies descendents dels deixebles. No hi va haver una edició definitiva de les cançons de Tyagaraja.
Les cançons que va compondre en telugu pur van tenir una gran popularitat per la facilitat amb què es podien cantar en aquells dies. Els experts musicals com Kancheepuram Nayana Pillai, Simizhi Sundaram Iyer i Veenai Dhanammal van veure les infinites possibilitats de la música imaginativa inherents a les seves composicions i van anotar sistemàticament les cançons disponibles per a ells. Posteriorment, investigadors com K. V. Srinivasa Iyengar i Rangaramanuja Iyengar van fer un esforç enorme per contactar amb diversos professors i famílies que posseïen les fulles de palmera. K. V. Srinivasa Iyengar va treure Adi Sangita Ratnavali i Adi Tyagaraja Hridhayam en tres volums. Rangaramanuja Iyengar va publicar Kriti Mani Malai en dos volums. També va compondre cançons en sànscrit.
A més, Musiri Subramania Iyer, el doyen de Bhava Sangitam, tenia una gran col·lecció de llibres a la seva biblioteca. T. K. Govinda Rao, el seu deixeble, va treure un volum de cançons de Tyagaraja en anglès i escriptura devanagari. T. S. Parthasarathy, un estudiós destacat de Tyagaraja, va publicar el text i el significat de les cançons de Tyagaraja. També hi ha moltes publicacions menys exhaustives en telugu.
De les 24.000 cançons que es diu que van ser compostes per ell, queden unes 720 cançons; tanmateix, els estudiosos són escèptics sobre números com aquests, ja que no hi ha proves biogràfiques que donin suport a aquestes afirmacions. A més de prop de 720 composicions (kritis), Tyagaraja va compondre dues obres musicals en telugu, el Prahalada Bhakti Vijayam i el Nauka Charitam. Prahlada Bhakti Vijayam està en cinc actes amb 45 kritis ambientats en 28 ragues i 138 versos, en diferents metres en telugu. Nauka Charitam és una obra més curta en un acte amb 21 kritis ambientades en 13 ragues i 43 versos. Aquesta última és la més popular de les òperes de Tyagaraja, i és una creació de la pròpia imaginació del compositor i no té cap base en el Bhagavata Purana. Tyagaraja també va compondre una sèrie de peces devocionals senzilles apropiades per al cant coral.
El crític musical indi del segle XX K. V. Ramachandran va escriure:
| «                     | "Tyagaraja és un infatigable intèrpret del passat... però si amb un ull mira cap enrere, amb l'altre també mira cap endavant. Com Prajapati, crea els seus propis mitjans i adora el seu Rama no sol amb joia. -paraules de nova moda, però també amb joia-[com]-música de nova creació És aquesta faceta de Tyagaraja la que el distingeix dels seus il·lustres contemporanis."Plantilla:Cita necessària En altres paraules, mentre que Tyagaraja. els contemporanis es van preocupar principalment de portar al públic la música del passat, Tyagaraja també va ser pioner en nous conceptes musicals al mateix temps. | » |
| — K. V. Ramachandran, | |   |

| « | "Tyagaraja és un infatigable intèrpret del passat... però si amb un ull mira enrere, amb l'altre també mira endavant. Com Prajapati, crea els seus propis mitjans i adora el seu Rama no només amb paraules-joia de nova moda, sinó també amb música- com-joia de nova creació. És aquesta faceta de Tyagaraja la que el distingeix dels seus il·lustres contemporanis". | » |

els contemporanis es van preocupar principalment de portar al públic la música del passat, Tyagaraja també va ser pioner en nous conceptes musicals al mateix temps.

## El record
"Tyagaraja Aradhana", el festival de música commemoratiu se celebra cada any a Thiruvaiyaru al districte de Thanjavur de Tamil Nadu, durant els mesos de gener a febrer en honor de Tyagaraja. Es tracta d'un festival de música d'una setmana de durada on diversos músics carnàtics d'arreu del món conflueixen al seu lloc de descans. Al Pushya Bahula Panchami, milers de persones i centenars de músics carnàtics canten els cinc Pancharatna Kritis a l'uníson, amb l'acompanyament d'un gran banc d'acompanyants a veenas, violins, flautes, nadasvarams, mridangams i ghatams.
Un complex esportiu de Nova Delhi, "Thyagaraj Sports Complex", va rebre el seu nom. Un cràter del planeta Mercuri va rebre el nom de Tyagaraja el 1976.

## En la cultura popular
Pel·lícules sobre Tyagaraja (biogràfics)
A part de les referències a les seves obres, utilitzant les kirtanes com a cançons, es van fer dues pel·lícules sobre la seva vida. V. Nagayya va fer una èpica biogràfica sobre Tyagaraja titulada Tyagayya el 1946 que encara es tracta com una obra mestra del cinema telugu. El 1981, Bapu–Ramana va fer Tyagayya amb l'actor J. V. Somayajulu en el paper principal. Singeetam Srinivasa Rao està fent un altre intent d'imaginar la vida de Tyagaraja. A part d'aquests, Bombay Gnanam va fer un curtmetratge conegut com Endaro Mahanubavulu a Tyagaraja. El curtmetratge es va estrenar el 27 de febrer de 2021, en el 174è festival Tyagaraja Aradhana.
Raga on Tyagaraja (escala musical)
El kriti carnàtic 'Sri Ramachandram Bhajami' en el raga 'Sri Tyagaraja' creat i compost per Mahesh Mahadev [kn] que porta el nom de Sant Tyagaraja cantat per Priyadarshini es va estrenar el 10 de gener de 2023 a SriTyagaraja Samadhi durant el festival de Tyagaraja 176th.

## Composicions
El terme "Pancharatna" en sànscrit significa "cinc gemmes": les Pancharatnas són conegudes com les cinc millors joies de la música carnàtica. Totes les Pancharatnas estan configurades a l'adi talam. Pel que fa a Pancharatnas, un text estable ha estat lliurat pels músics anteriors fins als nostres dies. Totes les composicions de Tyagaraja mostren el camí per al desenvolupament sistemàtic de les respectives ragues. Als Pancharatnas, Tyagaraja ofereix paràmetres sobre com desenvolupar sistemàticament i científicament un raga. Les dues condicions fonamentals que s'han de complir per al desenvolupament sistemàtic d'un raga són la disposició dels svaras en l'ordre natural de larohanam, i lavarohanam dels ragas per satisfer els principis sonors d'harmonia i continuïtat. Pancharatnas satisfan aquests principis científics. Els Pancharatnas es componen en perfectes sarvalaghu svaras.
- El primer Pancharatna kriti és Jagadanandakaraka, cantat a la raga Nata. Està compost en sànscrit. Lloa Rama com la font de tota alegria a l'univers. Originalment, només hi havia sis xaranams per a la cançó. Quan els deixebles van examinar la cançó, contenia noranta noms de Rama en sànscrit. Els deixebles van demanar a Tyagaraja que ampliés lleugerament la cançó afegint dues xaranes que contenien divuit noms més de Rama. El sant va accedir a la petició dels deixebles i aquesta és la raó per la qual la cançó Jagadanandakaraka conté tres mudras que contenen el nom de Tyagaraja mentre que les altres quatre cançons contenen només un mudra cadascuna.[28]
- El següent és la gala Duduku al raga gaula configurat per adi talam. Està compost en telugu. En aquesta cançó, Tyagaraja es responsabilitza de totes les malifetes dels homes i rumia sobre qui vindria a salvar-lo d'aquesta situació deplorable.
- El tercer és Saadhinchene al raga Arabhi, establert a adi talam. Està compost en telugu. En aquesta cançó, Tyagaraja critica amorosament Krishna per la seva intel·ligència per aconseguir el que vol que es faci.
- La quarta kriti, Kana Kana Ruchira, està a la raga Varaali configurada per adi talam. Està compost en telugu. En aquesta cançó, Tyagaraja descriu la bellesa infinita de Rama.
- El cinquè Pancharatna kriti és l'Endaro Mahanubhavulu al sri raga. Està compost en telugu. Es diu que un gran músic de Kerala, Shatkala Govinda Maaraar, va visitar Tyagaraja i va actuar abans que ell. Tyagaraja va quedar encantat amb la seva actuació i després va néixer Endaro Mahanubhavulu, considerat com una gran obra de la música carnàtica.[28]